# Kajaani (stacja kolejowa)
Kajaani – stacja kolejowa w Kajaani w Finlandii na linii kolejowej Iisalmi–Kontiomäki. Została wybudowana w 1904 roku. Budynek stacji w stylu art nouveau zaprojektował Gustaf Nyström.